# Ким (Чад)
Ким (фр. Kim) — небольшой город и супрефектура в Чаде, расположенный на территории региона Восточное Майо-Кеби. Входит в состав департамента Майо-Боней.

## Географическое положение
Город находится в юго-западной части Чада, на правом берегу реки Логон, на высоте 340 метров над уровнем моря.
Населённый пункт расположен на расстоянии приблизительно 275 километров к юго-юго-востоку (SSE) от столицы страны Нджамены.

## Население
По данным официальной переписи 2009 года численность населения Кима составляла 21 994 человека (10 720 мужчин и 11 274 женщины). Население супрефектуры по возрастному диапазону распределилось следующим образом: 51,7 % — жители младше 15 лет, 43,9 % — между 15 и 59 годами и 4,4 % — в возрасте 60 лет и старше.

## Транспорт
Ближайший аэропорт расположен в городе Гуну-Гая.